# Neogotische kapel (Bellegem)

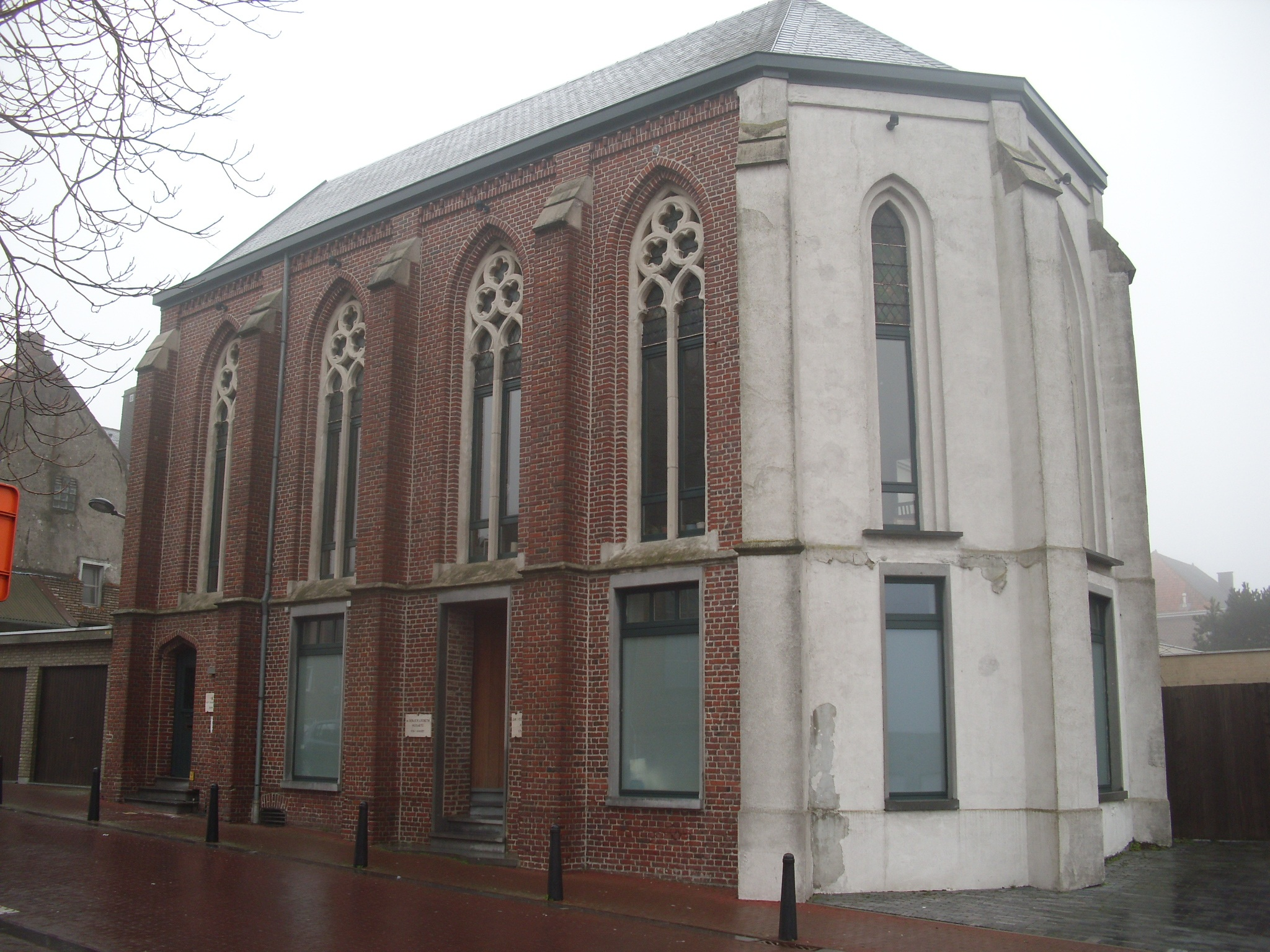
Neogotische kapel

De neogotische kapel is een bouwwerk in de tot de West-Vlaamse gemeente Kortrijk behorende plaats Bellegem, gelegen aan Bellegemplaats 16.

## Geschiedenis
De Zusters van Maria was een in 1827 te Bellegem opgerichte congregatie die een klooster liet bouwen. In 1857 werd een neogotische kapel aan het klooster toegevoegd, die gebruikt werd tot 1958. In 1967 werd het klooster opgeheven en de kloostergebouwen werden gesloopt met uitzondering van de kapel, welke echter op de eerste verdieping lag. De benedenverdieping werd verbouwd en het geheel kwam in gebruik als woonhuis.